# Гроле (Мантова)
Гроле је насеље у Италији у округу Мантова, региону Ломбардија.
Према процени из 2011. у насељу је живело 654 становника. Насеље се налази на надморској висини од 113 м.